# 宇都宮正
宇都宮 正（うつのみや ただし、男性、1987年12月9日 - ）は、長野県長野市出身のプロバスケットボール選手である。

## 来歴
東海大学付属第三高等学校から東海大学に進み、卒業後はクラブチームDEVELOPERを経て、2011年にbjリーグ・信州ブレイブウォリアーズに育成ドラフト1位指名され入団。初年度の2011-12シーズンは50試合に出場。2012-13シーズンはレギュラーシーズン全52試合に出場。2013-14シーズンは28試合に出場。同シーズン限りで現役を引退した。

## 経歴
- 東海大学第三高校 - 東海大学 - DEVELOPER - 信州（2011年 〜 2014年）